# Садовской, Борис Александрович
Бори́с Алекса́ндрович Садовско́й (наст. фам. Садо́вский; 10 [22] февраля 1881, Ардатов Нижегородская губерния, Российская империя — 5 марта 1952, Москва, СССР) — русский поэт, прозаик, критик и литературовед Серебряного века.

## Биография и творчество
Потомственный дворянин во втором поколении, родился 10 (22) февраля 1881 года в Ардатове Нижегородской губернии в семье инспектора Удельной конторы. Отец Александр Яковлевич Садовский был заметным общественным деятелем Нижнего Новгорода, родом из духовного сословия, выслужил дворянство.
В 1892—1896 годах учился в Нижегородском дворянском институте, затем по неуспеваемости перешёл в гимназию. Писать стихи начал в гимназии. Литературным дебютом стало стихотворение «Иоанн Грозный», напечатанное в 1901 году в нижегородской газете «Волгарь».
В 1902 году Борис поступил на историко-филологический факультет Московского университета, в 1903 году перешёл на юридический факультет, где занимался до 1906 года, когда вновь вернулся на историко-филологический, который и окончил в 1911 году.
В 1904 году по приглашению В. Брюсова начал писать критические заметки в журнале «Весы». В этом журнале он дебютировал в 1907 году как прозаик — рассказом «Черты из жизни моей». 
Позднее сотрудничал с журналами «Русская мысль», «Нива» (1908, 1911, 1913, 1914), «Северные записки», «Вестник Европы» (1913—1914), «Лукоморье» (1915), газетами «Речь» (1910—1911), «Нижегородский листок» (1909—1916).
В 1909 году вышел первый стихотворный сборник Садовского «Позднее утро», тогда же поэт взял псевдоним, изменив окончание своей фамилии на «ой» (в соответствии с имиджем Садовского, «реакционера» и монархиста, это придавало его священнической по происхождению фамилии дворянский колорит). Позиционировал себя как монархист и дворянин-реакционер, декларировал категорическое неприятие реформ Александра II, особенно отмены крепостного права.
Входил в круг символистов, был связан дружбой с многими из них (Блоком, Белым, Брюсовым, Соловьёвым).
К 1918 году опубликовал шесть поэтических книг (последняя, «Обитель смерти», в 1917) и несколько сборников новелл. Несмотря на личные связи с поэтами русского символизма и сотрудничество в ведущих символистских журналах (в качестве не только автора, но и критика, саркастически выступавшего против оппонентов движения), в своём творчестве ориентировался в основном на поэзию XIX века, прежде всего А. Фета, поклонником и биографом которого был (даже названия большинства его книг взяты из стихов Фета). Уже в книге стихов «Самовар» принципиально декларировал свою приверженность патриархальности. За поэтизацию русской жизни XVIII—XIX веков его называли «романтическим консерватором». Проза Садовского (сборники «Узор чугунный» и другие) стоит в ряду модных в Серебряном веке «стилизаций» под документы прошлого: выдержанное по языку повествование ведётся от лица рассказчиков XVIII и XIX века, среди персонажей — русские писатели и государственные деятели, излюбленное место действия — Петербург пушкинской эпохи. Так, в основу «Двух глав из неизданных записок» легли реальные факты биографии Е. Баратынского, в основе «Петербургской ворожеи» — эпизод из жизни Пушкина. Иные рассказы и новеллы Садовского носят отпечаток пародии, мистической фантастики в духе Э. Т. А. Гофмана и Э. По. «Ильин день» — стилизация гоголевской фантастики; «Двойник» в сатирическом духе описывает путешествия в прошлое и будущее.
Характерной особенностью личности и творческого образа Садовского является акцентированный эстетический монархизм (его неизменным кумиром был Николай I), правые политические взгляды и романтизация дворянства; такой образ был осознанно эпатирующим (см. воспоминания В. Ф. Ходасевича — друга Садовского). К 1910-м годам отношения Садовского с мэтрами символизма (прежде всего с Брюсовым) испортились, и он занял отчётливую позицию «вне групп». Сборник литературно-критических статей Садовского «Русская Камена» всецело посвящён поэтам XIX века.

Особенность его творчества в том, что оно полностью принадлежит XIX веку, а не современному ему литературному процессу. — Вольфганг Казак
Страдавший сухоткой спинного мозга вследствие перенесённого в 1903 году сифилиса и интенсивного лечения препаратами ртути, Садовской с 1916 года был парализован и лишился способности ходить. В 1920-х годах, находясь в почти полной изоляции от общественной и литературной жизни (в 1925 году за границей распространились даже слухи о его смерти, и Ходасевич опубликовал некролог Садовскому), жил в Нижнем Новгороде. Пережил духовный кризис и покушался на самоубийство, после чего под влиянием епископа Варнавы вернулся к ортодоксальному православию, пройдя, по собственному выражению, путь «от Фета к Филарету».
В 1930 году переехал в Москву и поселился с женой в квартире, расположенной в одной из келий Новодевичьего монастыря. Там он продолжал писать не предназначенные для печати стихи и прозу (при жизни издан лишь пародийный историко-фантастический роман из эпохи Петра I «Приключения Карла Вебера», 1928 — последняя книга Садовского; полностью роман опубликован лишь в 1990 году как «Карл Вебер»), проникнутые усиливающимися правыми настроениями. В начале 1930-х Садовской переживает духовный кризис и ощущает себя «православным монахом эпохи „перед Антихристом“». Для позднего Садовского даже Пушкин и Лермонтов — воплощения дьявольского начала, покушающиеся на православно-монархический миропорядок; оправданию лермонтовского убийцы Мартынова посвящён роман «Пшеница и плевелы» (1936—1941, опубликовано в 1993). Поздние произведения Садовского не чужды художественных экспериментов: например, он разрабатывал форму короткого «романа» (менее пяти печатных листов), построенного на быстрой смене эпизодов и голосов персонажей. Для официальной же советской печати, воспользовавшись своим талантом стилизатора, создал ряд удачных мистификаций. Так, одно сочинённое им ещё в 1913 году пародийное стихотворение он попеременно выдавал за текст то Блока, то Есенина (и оно входило в собрания сочинений обоих поэтов), публиковал мистифицированные воспоминания о Брюсове, выдумал дружбу своего отца с отцом Ленина И. Н. Ульяновым и так далее. Общался с Корнеем Чуковским, приехавшей в 1939 году в Москву Мариной Цветаевой, часть архива которой сохранил.
В 1941 году вступил в тайную монархическую организацию «Престол», члены которой готовились к приходу немцев в Москву. Организация эта была создана НКВД, планировавшим использовать её в масштабной разведывательной и контрразведывательной операции «Монастырь». Фактически эта организация и лично Садовской в реальной деятельности разведки задействованы не были. Не знавший о фиктивности «Престола» Садовской, тем не менее, преследованиям не подвергался, по-видимому, по состоянию своего здоровья, и умер 5 марта 1952 года.
В январе 1941 года, отвечая на поздравление К. И. Чуковского с 40-летием литературной деятельности, Садовской писал ему: «Мы не виделись 25 лет. Это теперь такой же примерно срок, как от Рюрика до 1914 года. Я всё это время провёл наедине с собой, не покидая кресла, и приобрёл зато такие внутренние сокровища, о каких и мечтать не смел. Былые мои интересы (вы мне о них напомнили в письме) перед нынешними то же, что горошина перед солнцем: форма одна, но в содержании и размере есть разница».

## Возрождение интереса к творчеству поэта

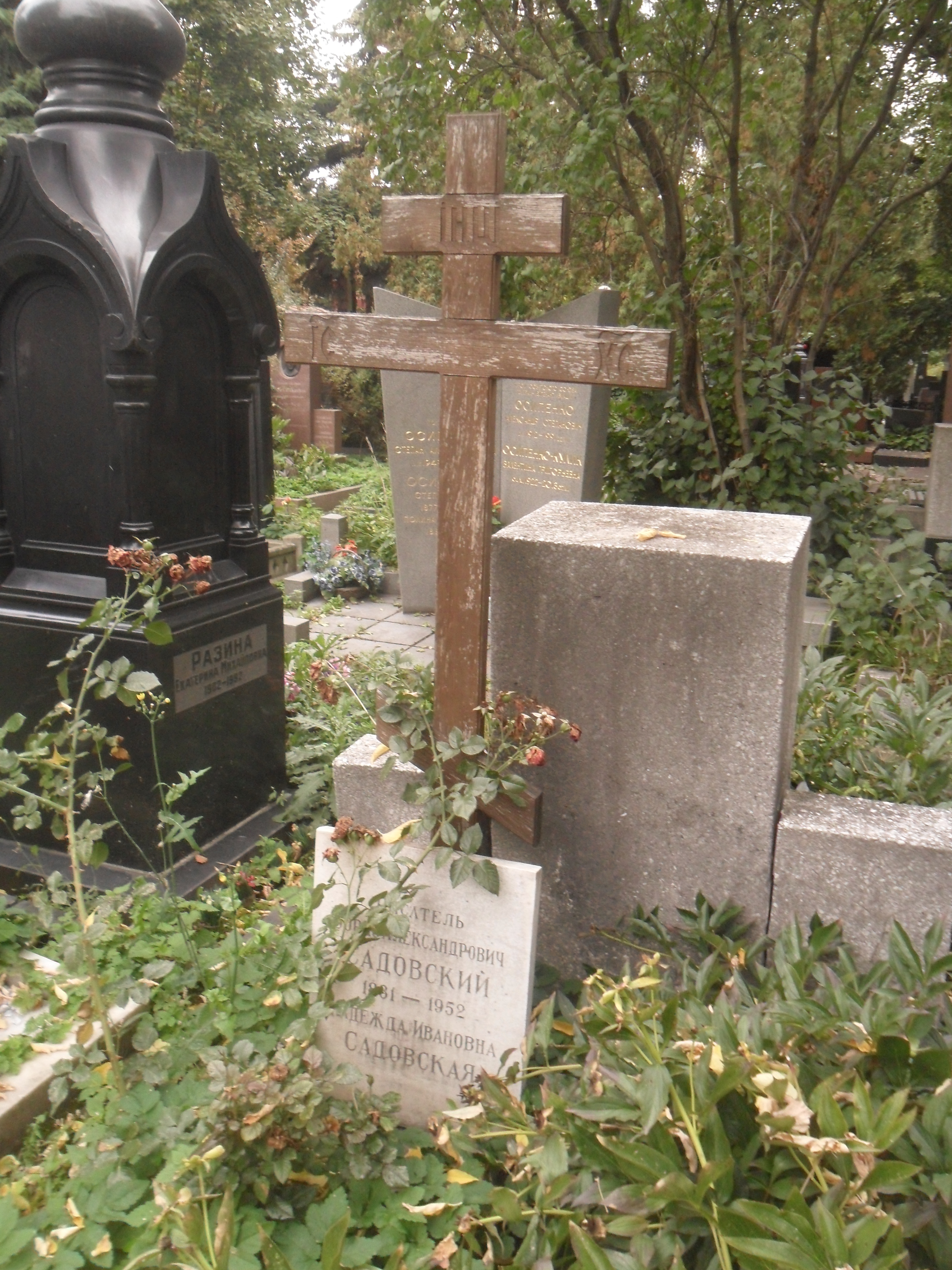
Могила Садовского на Новодевичьем кладбище Москвы.

В 1990-е годы возрождается интерес к творчеству Садовского. В 1990 году вышел однотомник «Лебединые клики», в который вошли лучшие из прозаических вещей писателя. Вслед за ним появляются публикации в журналах и альманахах. В 2001 году в рамках проекта Новая библиотека поэта в «Малой серии» вышел сборник произведений Садовского. Книга включает в себя семь поэтических сборников, вышедших при его жизни. Печатаются также стихотворения и переводы Садовского более позднего периода (1922—1945). С февраля по апрель 2006 года в отделе редких книг и рукописей областной библиотеки Нижнего Новгорода прошла выставка «Борис Садовской — поэт из Серебряного века». В 2010 году вышел сборник произведений Садовского под названием «Морозные узоры. Стихотворения и письма». В него вошли более 400 стихотворений, в том числе не издававшиеся ранее и собранные публикатором из частных архивов и дореволюционной периодики, а также переписка с О. Г. Шереметевой.

### Стихотворения
- Позднее утро: Стихотворения Бориса Садовского, 1904—1908. — М.: Тип. О-ва распр. полезных книг, 1909. — 86, [2] с.
- Пятьдесят лебедей: Стихотворения Бориса Садовского, 1909—1911. — СПб.: Огни, 1913. — [2], 97, [4] с.
- Косые лучи: Пять поэм. — М.: Изд. В. Португалова, 1914. — 48 с.
- Самовар: [Стихи]. — М.: Альциона, 1914. — [24] с.[5]
- Полдень: Собрание стихов, 1905—1914 / Обл. Д. Митрохина. — Петроград: Лукоморье, 1915. — 300 с.
- Обитель смерти: Стихи. — [М.]: изд. автора, 1917. — 48 с.
- Морозные узоры: Рассказы в стихах и прозе / Обл. и заставка А. П. Остроумовой-Лебедевой. — Петроград: Время, 1922. — 78, [1] с.

### Проза
- Узор чугунный: Рассказы. — М.: Альциона, 1911. — [4], 131, [4] с.
- Адмиралтейская игла: Рассказы, 1909—1914 / Обл. С. Н. Грузенберга. — Петроград: Кн-во б. М. В. Попов, [1915]. — 168 с.
- Лебединые клики: [Повесть. — Двуглавый орёл: Повесть]. — Петроград: Кн-во б. М. В. Попов, [1915]. — 197, [3] с.
- Приключения Карла Вебера: Роман. — М.: Федерация; артель писателей «Круг», 1928. — 143 с.

### Статьи
- Русская Камена: Лит.-критич. статьи. — М.: Мусагет, 1910. — [4], 160 с.
- Озимь: Статьи о русской поэзии. — Петроград: Тип. «Сириус», 1915. — 45, [2] с.
- Ледоход: Статьи и заметки. — Петроград: [изд. авт.], 1916. — 206, [1] с.

### Посмертные издания
- Заметки / Предисл. М. М. // Новый журнал. — Нью-Йорк, 1978. — Кн. 133. — С. 135—143.
- Лебединые клики / Сост., послесл. и коммент. С. В. Шумихина; Худ. А. Томилин. — М.: Сов. писатель, 1990. — 475, [1] с.
- Приключения Карла Вебера: Роман. — Л.: Худ. лит., 1991. — 76, [2] с.
- Борис Садовской. Кровавая звезда / Предисл., публ. и подгот. текста С. В. Шумихина // De Visu. — 1993. — № 4. — С. 12—29.
- Борис Садовской. Записки (1881—1916) / Публ. С. В. Шумихина // Российский архив. — М., 1994. — Вып. 1. — С. 106—183: портр.
- Стихотворения. Рассказы в стихах. Пьесы / Сост., подгот. текста, вступ. ст. и примеч. С. В. Шумихина. — СПб.: Академический проект, 2001. — 397 с. — (Новая б-ка поэта; Малая сер.). — ISBN 5-7331-0217-9.
- Морозные узоры: Стихотворения и письма / Сост., послесл. и коммент. Т. В. Анчуговой. — М.: Водолей, 2010. — 565, [3] с. — ISBN 978-5-91763-027-4.